# 奥富瓦 (瓦兹省)
奥富瓦（法語：Offoy，法語發音：[ɔfwa]）是法国瓦兹省的一个市镇，属于博韦区。

## 地理
奥富瓦（49°41'47"N, 2°2'15"E）面积4.2 平方千米，位于法国上法蘭西大區瓦兹省，该省份为法国北部内陆省份，北起索姆省，西接厄尔省和滨海塞纳省，南至塞纳-马恩省和瓦兹河谷省，东临埃纳省。
与奥富瓦接壤的市镇（或旧市镇、城区）包括：达尔日、拉韦里耶尔、索默勒、图瓦。
奥富瓦的时区为UTC+01:00、UTC+02:00（夏令时）。

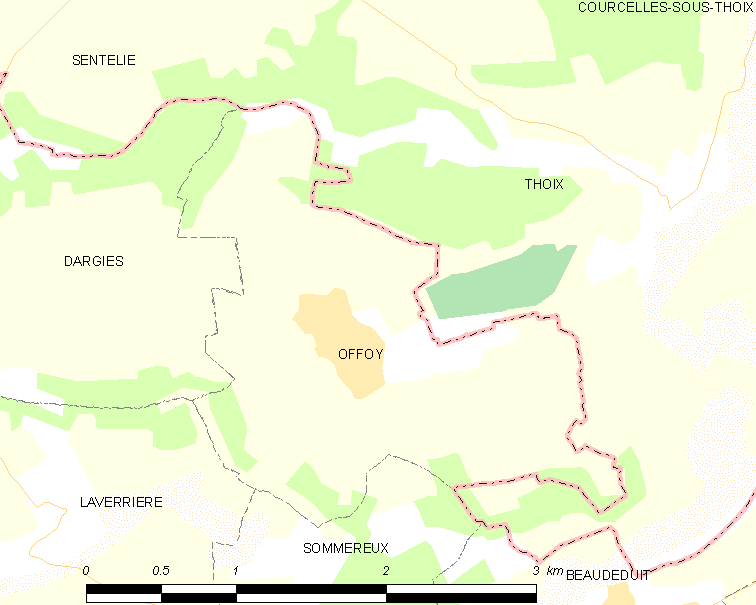
奥富瓦的OSM定位图

## 行政
奥富瓦的邮政编码为60210，INSEE市镇编码为60472。

## 政治
奥富瓦所属的省级选区为格朗维利耶县。

## 人口

1962-2008年间奥富瓦人口变化图示

奥富瓦于2022年1月1日时的人口数量为112人。